# À propos de la femme
Pour plus de détails, voir Fiche technique et Distribution.
À propos de la femme est un film franco-canadien réalisé par Claude Pierson, sorti en 1969.

## Fiche technique
- Titre : À propos de la femme
- Réalisation : Claude Pierson
- Assistant réalisateur : Bernard Guillou
- Scénario : Huguette Boisvert et Claude Pierson
- Photographie : Jean-Jacques Tarbès
- Montage : François Ceppi
- Musique : José Berghmans
- Son : Ludovic Elias
- Pays d'origine :  France |  Canada
- Sociétés de production : Pierson Production (Paris), Citel (Montréal)
- Format : Couleur — 35 mm — 2,35:1 — Son : Mono
- Genre : Film dramatique
- Durée : 86 minutes
- Dates de sortie : 
  - France : 3 juin 1969
  - Canada : 9 janvier 1970
  - Finlande : 20 février 1970
  - Pays-Bas : 25 mars 1971

## Distribution
- Marie-Christine Auferil : Martine
- Marlène Alexandre : Sophie
- Astrid Frank : Joëlle
- Philippe Delmar : Didier
- Robert Piquet	: Henri
- Alexandre Mincer : Bob
- Jean-Lou Wolf	: Gérard
- Marcel Portier : le père
- Marie Diaz : la mère